# Guillermo Amoedo Schultze
Guillermo Amoedo Schultze (Montevideo, 2 de març de 1983) és un director de cinema i guionista uruguaià estableret a Xile des de l'any 2007. És conegut principalment per escriure al costat de Eli Roth els guions de les pel·lícules de suspens i terror Aftershock (2012), The Green Inferno (2013) i Toc-toc (2015), protagonitzada per Keanu Reeves; i per dirigir els llargmetratges de terror The Stranger i El habitante (2017) ambdues premiades en festivals internacionals.
Com a guionista, Amoedo també és conegut per co-crear la sèrie Tu parte del trato amb Amaya Muruzábal i per co-escriure els èxits de taquilla a Xile i Mèxic Qué pena tu vida, Hazlo como hombre (2017), No estoy loca (2018) i Dulce familia (2019) amb Nicolás López.

## Biografia
Va realitzar els seus estudis primaris i secundaris al Col·legi i Liceu Alemany de Montevideo i després va estudiar Comunicació Audiovisual a la Universitat de Montevideo, on es va especialitzar en cinema i guió.
El març de 2007, va viatjar a Santiago de Xile per a realitzar el Màster en Guió i Desenvolupament Audiovisual de la Universitat dels Andes (Xile), on es va titular l'any 2008. Des de llavors, està instal·lat a Xile on treballa com a guionista i director de cinema i televisió per a Xile i l'estranger, i ha escrit i dirigit pel·lícules per als Estats Units i Mèxic que s'han distribuït comercialment a més de 40 països.

## Premis
Festival de Cinema de Sitges
Guanyador, Premi Blood Window a la millor pel·lícula Iberoamericana, The Stranger (2014)
Nominat, Selecció Oficial del Festival de Cinema de Sitges, El habitante (2017)
Nominat, Grand Prize of European Fantasy Film in Silver, Official Fantàstic Panorama Selection, "Mis peores amigos: Promedio rojo el regreso" (2013)
Buenos Aires Rojo Sangre
Esment del Jurat a Millor Director, El habitante (2017)
Insòlit Festival de Cinema de Terror i Fantasia
Guanyador, Assoliment Artístic Destacat, L'Habitant (2017)

## Filmografia

### Llargmetratges
- Qué pena tu familia (2012) - guionista
- The Green Inferno (2013) - guionista
- Mis Peores Amigos: Promedio Rojo el regreso (2013) - guionista
- The Stranger (2014) - director, guionista
- Toc-toc (2015) – guionista
- El habitante (2017) – guionista i director

### Curtmetratges
- Memorias (2003) - director, guionista
- Tercera Persona (2004) - director, guionista
- La escafandra (2005) - director, guionista
- El último globo (2006) - director, guionista
- Qué pena tu vida (2010), guionista
- Qué pena tu boda (2011), guionista

### Telefilms
- Retorno (2009) - director, guionista
- El Crack (2011) - director, guionista
- La Leyenda de El Crack (2015) - director, guionista